# Парк Макоманай
Парк Макоманай (真駒内公園) розташований в Мінамі, Хоккайдо, що у Японії. В парку знаходяться такі туристичні пам'ятки, як стадіон Макоманай, Льодова арена Макоманай і також Саппорський Музей Сьомги. На терені парку діє невелика гімназія, ресторан та крамниця.
Терен на якому стоїть парк був головним місцем проведення Зимових Олімпійських ігор 1972 в Саппоро.

## Історія
Сучасний парк Макоманай був початково призначений під місце для молочної промисловості Хоккайдо. Спеціально для проведення Зимових Олімпійських ігор 1972 його було перетворено в основний майданчик де проводились ігри. Там теж було побудовано більшість спортивних об'єктів, включаючи головний стадіон. Після закінчення Олімпіади, Японці розпочали праці над будівництвом парку, а у 1975 році його було офіційно відкрито для публіки.

## Опис локалізації

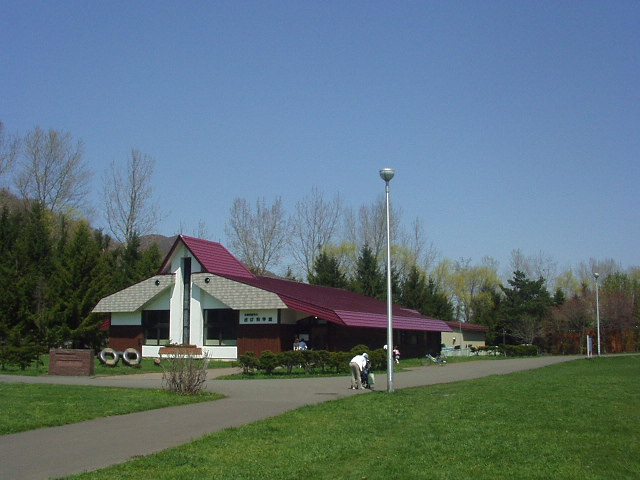
Музей Сьомги

Розташований в південній частині міста, вздовж річки Тойохіра, у злитті з річкою Макомана, парк містить хвойні та широколистяні дерева. В парку знаходиться понад 10 км пішохідних доріжок. Він використовується з весни на осінь здебільшого для прогулянок або ж для пробіжок, а в зимовий період — як доріжка для тренувань з бігових лиж.
Відкритий стадіон Макоманай розміщений у центрі парку, було відкрито ще у 1971 році. На цьому стадіоні проведено церемонію відкриття Зимових Олімпійських ігор 1972 та змагання з ковзанярського спорту. Сьогодні стадіон використовується для проведення змагань з катання на ковзанах взимку, а також як тенісний корт влітку.
У парку знаходиться також льодова арена Макоманай, яка відкрилась у 1972 році. На арені було проведено декілька змагань з фігурного катання та хокею під час тривання Зимових Олімпійських ігор 1972. Сьогодні вона використовується як концертний майданчик та об'єкт для катання на ковзанах.
Саппорський Музей Сьомги, відкритий у 1984 році є розташований на північно-західному кінці парку. У музеї знаходяться інформації про рибу, включаючи її історію життя та важливість для регіону. Осінню, відвідувачі можуть спостерігати приріст лосося, а восени — новонароджених лугів. У критому акваріумі виставлені веселка, форель, безграмотний лосось та риби з роду сахалін таймен.

## Транспорт
- Лінія Намбоку (20 хвилин пішки від парку Макоманай).